# Ballycorus
Pour l’article homonyme, voir Rathdrum.
Ballycorus (en irlandais : Baile Mhic Fheorais, littéralement « ville de la famille Pearse ») est un village et un ancien centre minier et de fusion du plomb dans le comté de Dun Laoghaire-Rathdown en république d'Irlande. Il est situé au nord-est des montagnes de Wicklow. La mine a été exploitée de 1807 aux années 1860. Du minerai, provenant notamment du Glendalough, a été traité jusqu'en 1913.